# Constantin Nicolae de Hurmuzaki
Constantin Nicolae baron de Hurmuzaki, și Hurmuzachi, în limba germană Constantin Nikolaus Freiherr von Hormuzaki, (n. 3 octombrie 1862 sau 1863, Cernăuți, Bucovina, Imperiul Austriac – d. 23 februarie 1937, Cernăuți, România) a fost doctor în drept, Dr. h. c. în științe, dar în primul rând entomolog, botanist, profesor de entomologie și biogeografie român la Universitatea din Cernăuți (din 1931) care a efectuat de asemenea contribuții științifice în domeniul coleopterelor și lepidopterelor din România. Din 1919 a fost ales membru de onoare al Academiei Române. Abrevierea numelui său în cărți științifice este Hormuz..

## Familie

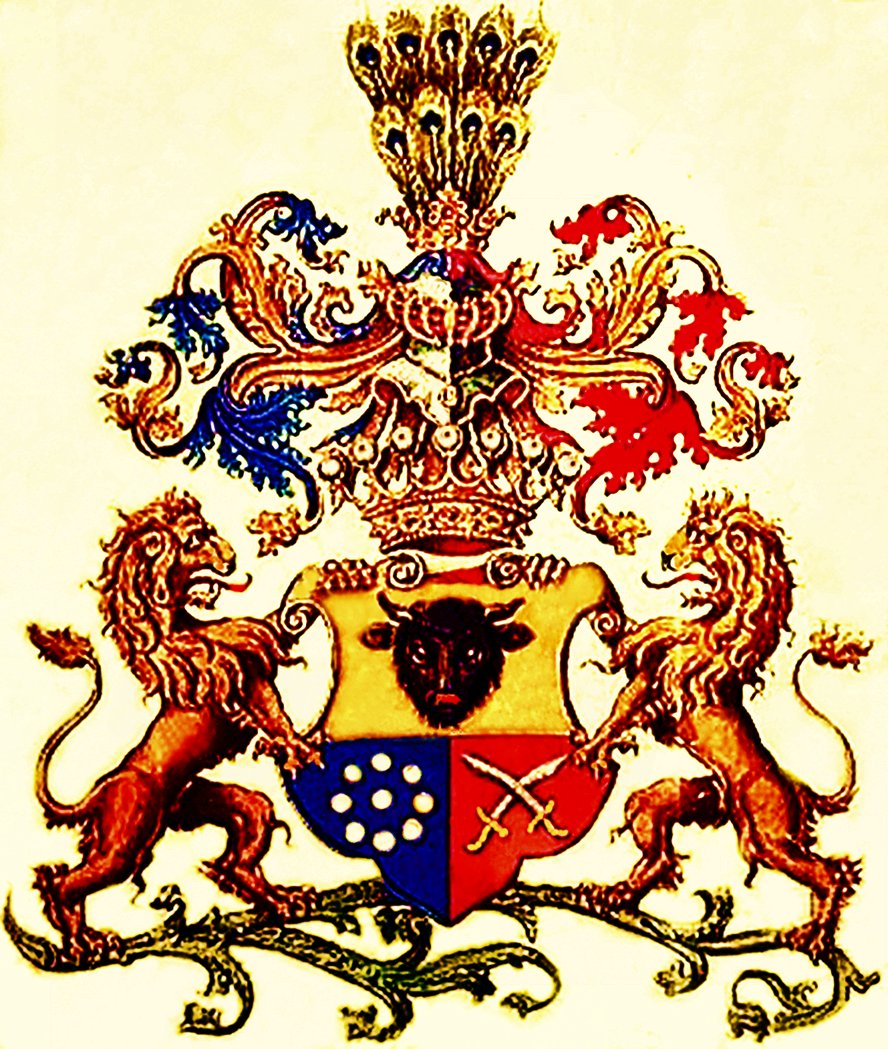
Stema baronilor de Hormuzaki, 1881

Constantin a fost descendent unei vechi familii fanariote în Principatul Moldovei, nepotul lui Doxaki Hurmuzachi (1782–1857). Fiii lui Doxaki, Nicolae și Gheorghe, au primit titlul de baroni austrieci pe 20 iulie 1881 (Diploma la Viena, 2 octombrie 1881), în calitate de moșieri mari și deputați al Consiliului Imperial (Reichsrat). Viitorul politician a fost fiul lui Nicolae baron de Hurmuzachi (1826–1909) și al Nataliei (1842-1916), fiica baronului Emanoil de Stârcea(Stârcea, Styrczea). Fratele lui Alexandru a fost politician româno-austriac, membru al Camerei Superioare al imperiului austriac și ultimul căpitan (mareșal) al Ducatului Bucovinei.
În 1912, s-a căsătorit cu Pulcheria, fiica baronului (10 septembrie 1829) Mihai de Kalmucki (Calmuțchi), cu care a avut doi copii: Alice (n. 1913) și Nicolai (n. 1915).

## Biografie

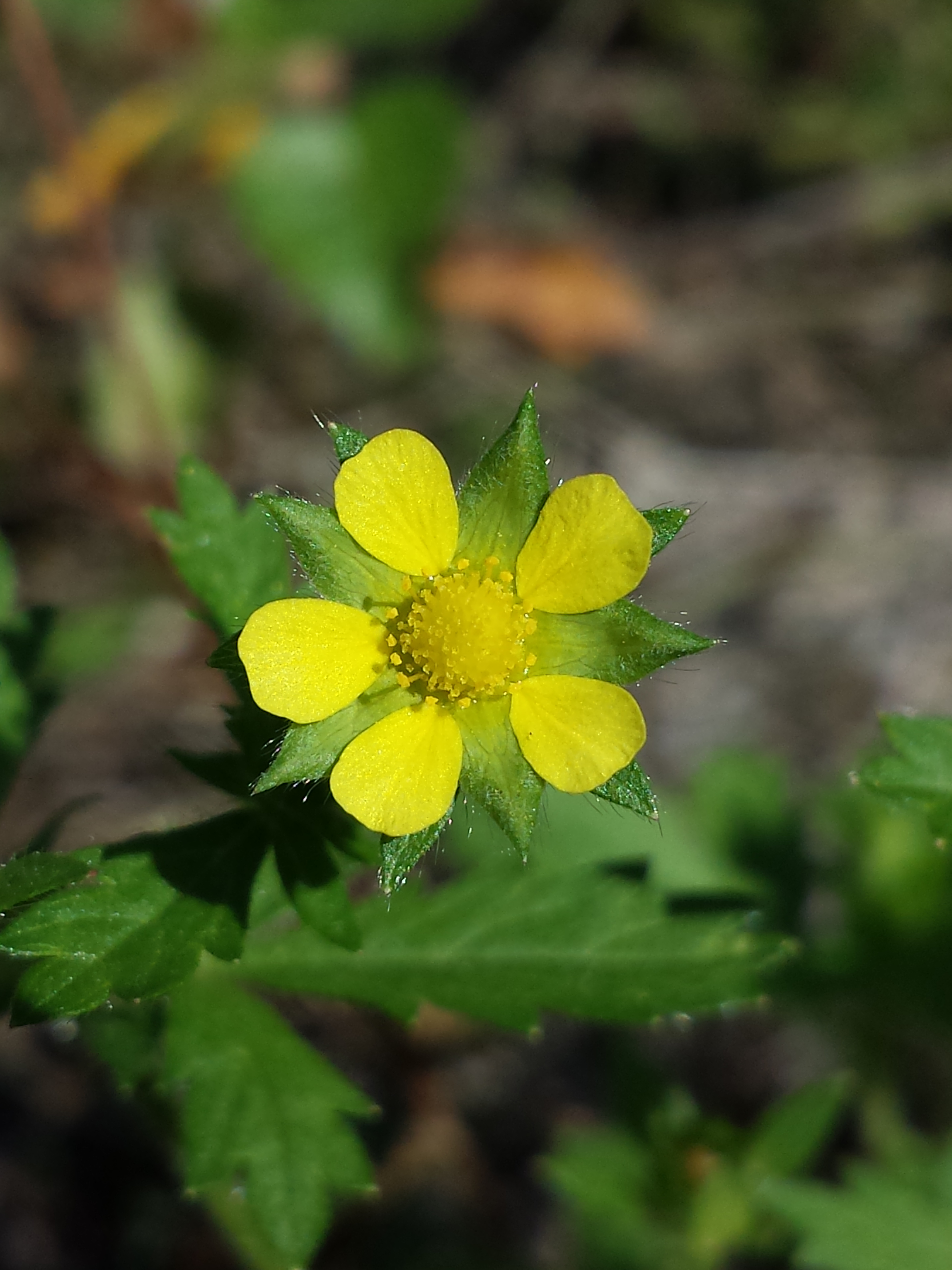
Potentilla gusuleacii

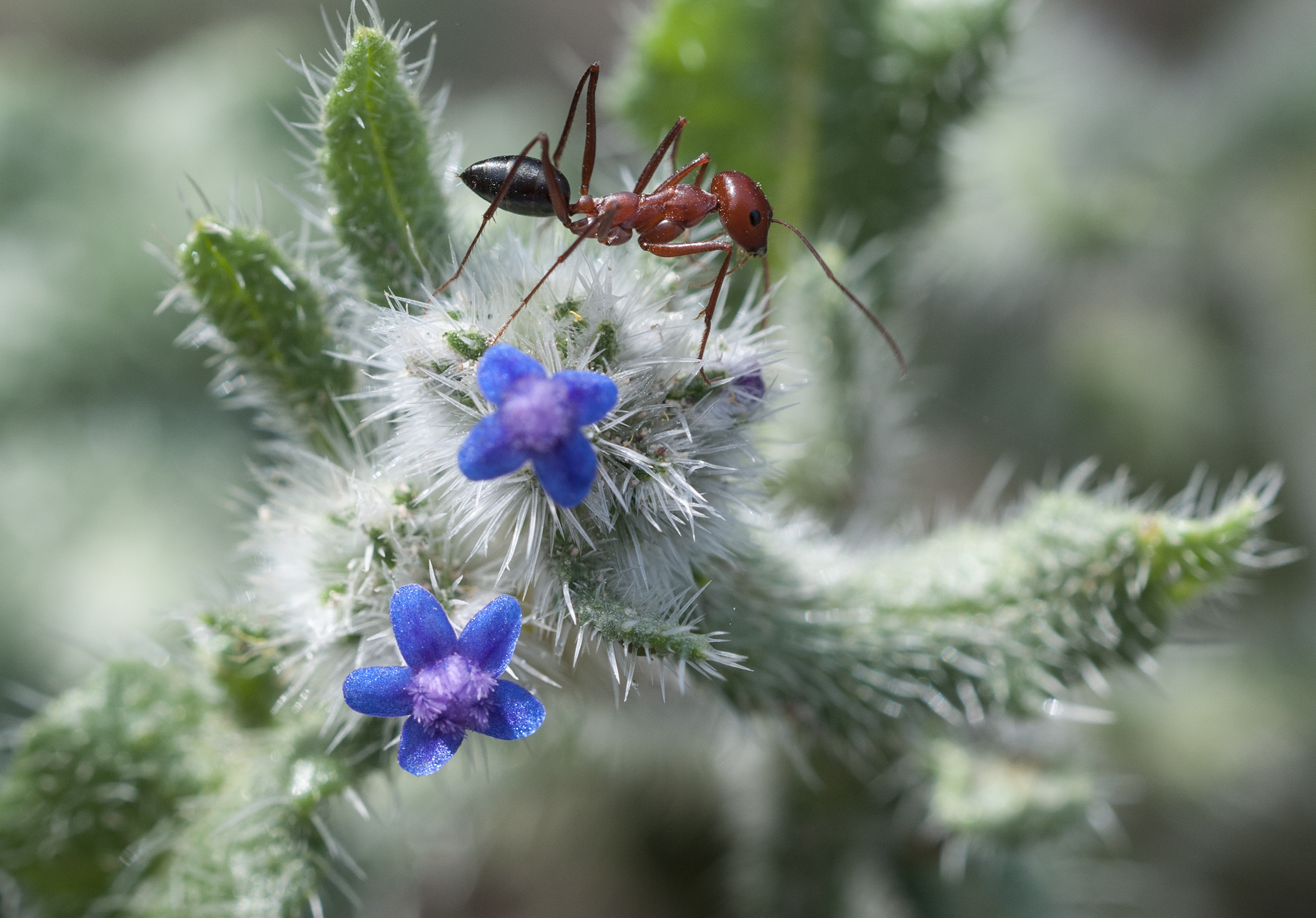
Hormuzakia aggregata

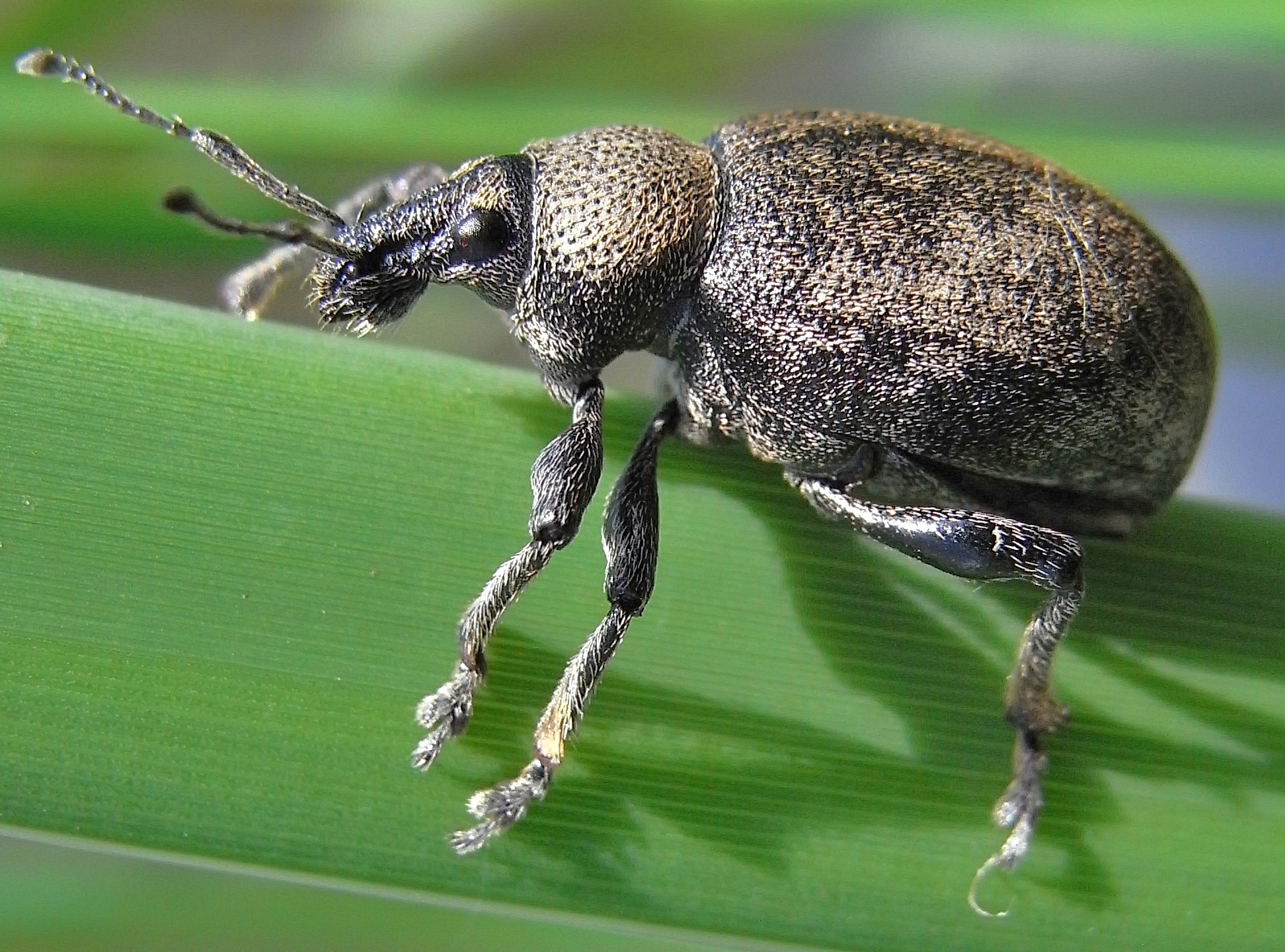
Otiorhynchus hormuzakii

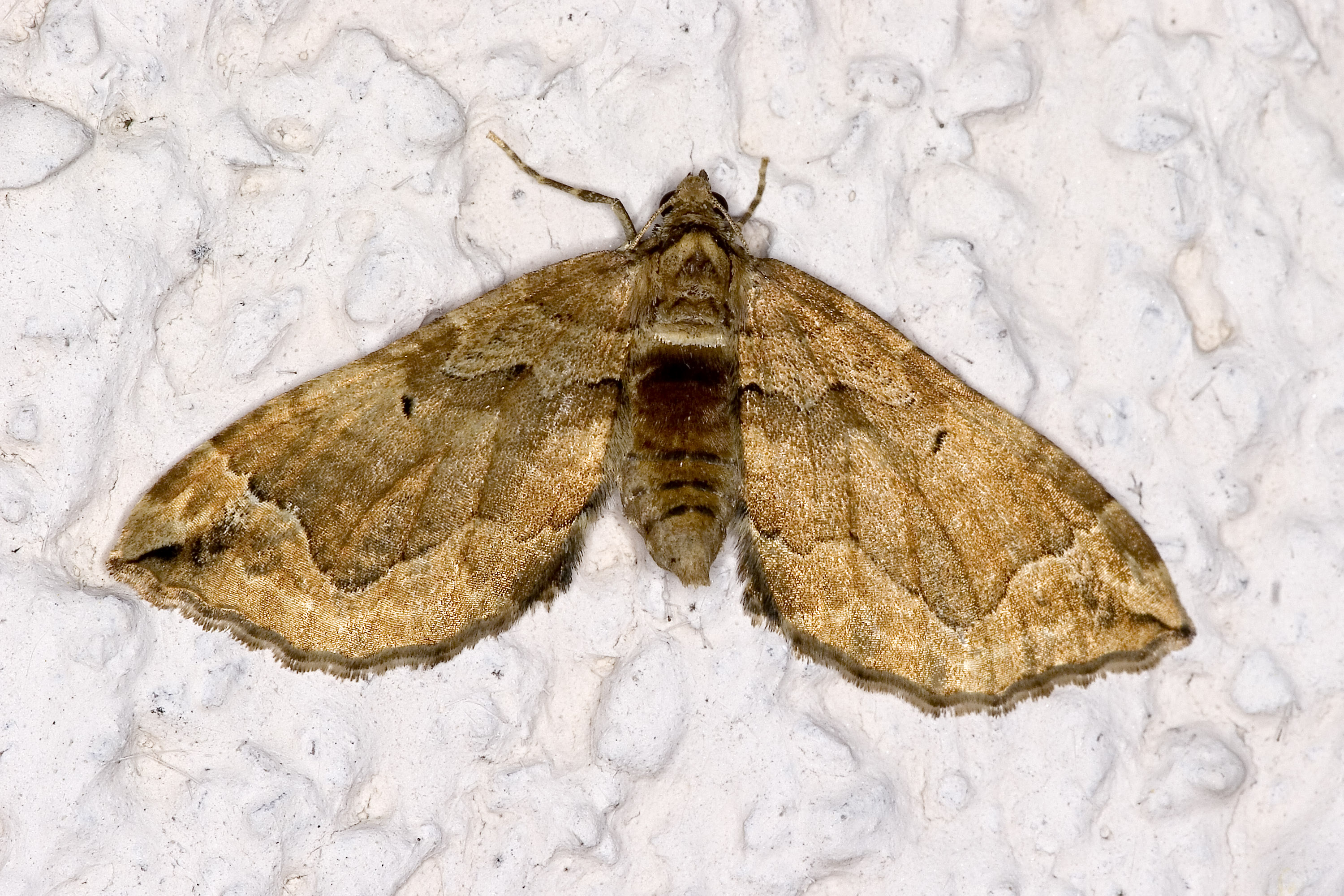
Pelurga.comitata

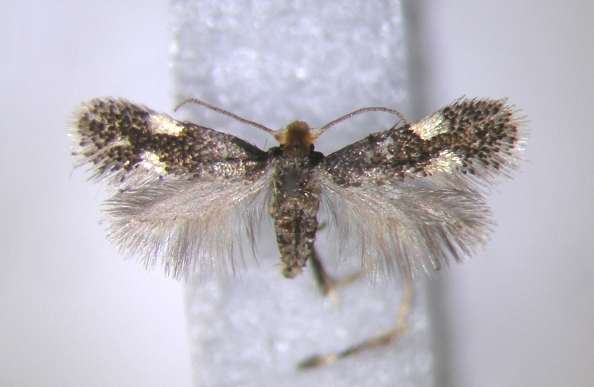
Trifurcula headleyella

Constantin a crescut la moșia tatălui său din Cernăuca. A urmat cursurile liceului din Cernăuți, unde a luat bacalaureatul în 1881 cu distincțiune. Apoi a studiat filosofia și dreptul la Facultatea de Filozofie și Științe din Viena, apoi la Facultatea de Drept a Universității din Cernăuți pe care a absolvit-o în 1888, obținând doctoratul în drept.
În 1888, Hurmuzachi a intrat în serviciul procuraturii de finanțe din Cernăuți, dar pasiunea lui a aparținut științelor naturale. Astfel a scris în același an primul său articol științific, lung de 60 pagini, anume „Fauna de coleoptere din Bucovina (Beitrage zur Käferfauna der Bukovina und Nordrumäniens)”. Pentru a se dedica din plin studiilor biologice, consacrându-se cercetărilor entomologice, a părăsit serviciul nici măcar 2 ani mai târziu. După 1900 a călătorit adeseori în Austria de Sus, pentru a cerceta fauna și flora de acolo. Locuri de descoperiri au fost în apropiere de Bad Ischl, cabana Hütteneck (1276 m), Čímice Zimitz (1743 m, azi în Cehia), Steeg și Gosaumühle, unde a găsit diverse exemplare de specii acolo rare, ca de exemplu Selenephera lunigera f. lobulina, Polyphaenis sericata sau Pelurga comitata sin. Larentia comitata.
Lucrarea sa principală în 2 părți a fost monografia Die Schmetterlinge (Lepidoptera) der Bukowina („Fluturii (Lepidoptera) ai Bucovinei”), publicată în anul 1897, la Viena, în care a descris pe 245 pagini 834 de specii de macro-lepidoptere și răspândirea acestora în Bucovina, printre care numeroase forme și specii noi, împărțind Bucovina în raioane biogeografice (alpin, baltic și pontic). În volumul 1 a adăugat o hartă, prima fitogeografică a florei bucoviniene. Această lucrare a fost foarte apreciată de oamenii de știință acelui timp, fiind văzută drept model pentru crearea de hărți similare pentru alte grupuri de organisme și alte regiuni. O specie nouă, între altele, determinată de savantul, este Potentilla gusuleacii (1914, în prezent Potentilla norvegica).
De la 1911 până în 1914 Constantin N. Hurmuzaki a fost ales în Parlamentul Bucovinei, din partea Partidului Național Liberal.
În timpul primului război mondial și până în 1925 a trăit cu familia la Viena și Bad Ischl, revenind de abia după aceea în patrie. Totuși a fost numit membru de onoare al Academiei Române deja în anul 1919.
În lunile de vară din 1916 și 1917, a colectat din nou în zona din Bad Ischl și Strobl și, pe lângă o serie de macro-lepidoptere, a adus 113 micro-lepidoptere, pe care le raportează în Beitrag zur Lepidopterenfauna von Ischl und Umgebung näher berichtet „Contribuția la Fauna Lepidopterelor din Ischl și împrejurime raportat mai detaliat”, publicat în raportul anual al Verein für Naturkunde din Linz în 1918. Această lucrare valoroasă conține, de asemenea, o descriere detaliată a condițiilor care afectează fauna. Descoperiri notabile au fost Solenobia lichenella (azi Dahlica lazuri) și Meessia vinculella, identificate specii noi în Austria de Sus, mai departe Platyptilia acanthadactyla (azi Amblyptilia acanthadactyla), Lita petrophila (azi Caryocolum petrophila) și Nepticula dubiella (azi Trifurcula headleyella).
În 1930 a fost onorat cu titlul de Doctor honoris causa în științe, iar în 1931 a fost numit profesor universitar la facultatea nou înființată de entomologie și biogeografie a Universității din Cernăuți. În onoarea lui a fost creat genul Hormuzakia din familia Boraginaceae, incluzând cele două specii Hormuzakia aggregata și Hormuzakia negevensis, de către botanistul român Mihail Gușuleac (1923), membru al Academiei Române. Mai departe, profesorul universitar Karl Penecke (28 aprilie 1858, Graz, d. 1944 Cernăuți, probabil ucis de ruși), a numit o specie de gândaci pe care o descoperise în onoarea omologului său, anume Otiorhynchus hormuzakii (1935, azi Otiorhynchus ligustici).
Deși principalele interese științifice ale lui Constantin de Hurmuzaki s-au concentrat pe studiul compoziției speciilor și distribuției geografice a fluturilor și a gândacilor precum și a florei nu numai ale Bucovinei, Hurmuzachi a mai avut un alt domeniu de cercetare. A crezut în particular, că formarea faunei moderne de fluturi din Europa a început deja în terțiar și nu după ultima perioadă de gheață. Această ipoteză a fost contrar viziunilor bine stabilite ale majorității entomologilor vremii. Pentru a dezvolta ipoteza sa, a colectat și prelucrat numeroase informații din domeniile geologie, paleontologie, climatologie, zoologie și fitogeografie și a discutat teza activ cu colegii.
După moartea lui Constantin Nicolae baron de Hurmuzachi, numărul 37 al Buletinului Facultății de Științe din Cernăuți, a fost închinat memoriei savantului.

## Publicații (selecție)
- Beiträge zur Käferfauna der Bukowina und Nordrumäniens, Editura R. Friedländer & Sohn, Berlin 1888, 60 pp.
- Gesammelte entomologische Aufzeichnungen (Însemnări entomologice colectate) (Conținut: A. Lepidoptera: 1. Lepidopterologische Beobachtungen in der Bucovina; 2. Beschreibung neuer Tagfaltervarietäten, (zur Acronycta var. bryophiloides); 3. Eine neue Varietät der A. strigosa, B. Coleóptera; 4. Coleopterologische Sammelergebnisse in der Bucovina während der Jahre 1887 und 1888; 5. Eine neuer Beitrag zur Kenntnis der in der Bucovina einheimischen Coleopteren, Editura R. Friedländer & Sohn, Berlin 1892
- Das Hochgebirge der Bucovina in coleopterologischer Beziehung, în jurnalul științific Entomologische Nachrichten, nr. 7, Editura R. Friedländer & Sohn, Berlin, aprilie 1893
- Aufzählung der bisher aus dem Königreiche Rumänien bekannten Tagfalter (Rhopalocera), mit Berücksichtigung der Nachbarländer, în jurnalul științific Entomologische Nachrichten, nr. 16, 17, 18, Editura R. Friedländer & Sohn, Berlin 1893, 22 pp.  Seite 241–246; Nr. 17, Seite 265–272; Nr. 18, Seite 273–283
- Aus dem Gebirge der Bukowina - Landschafts- und Vegetationsskizzen mit Illustrationen, în Globus – Illustrierte Zeitschrift für Länder- und Völkerkunde, cu ilustrații, Cernăuți 1893
- Saisondimorphismus bei Papilio Podalirius L. in der Bucovina, imprint separat în Societas Entomológica, anul VIII, nr. 1 (1893)
- Varietäten von Lycaenen aus der Umgebung von Czernowitz (Bukowina), imprint separat în Societas Entomológica, anul VIII, nr. 3 (1893)
- Nachtfang am Köder und an blühenden Weiden im ersten Frühling 1893, imprint separat în Societas Entomológica, anul VIII, nr. 4 (1893)
- Über einige Abänderungen von Lepidopteren aus der Bucovina und aus Rumänien Editura R. Friedländer & Sohn, Berlin 1894
- Untersuchungen über die Lepidopterenfauna der Bukowina, Editura Concordia Typo- u. Lithographie des Erzbischofs Sylvester Morariu-Andriewicz, Cernăuți 1894, 182 pp.
- Bemerkungen über Varietäten einiger in der Bukowina einheimischer Großschmetterlinge, mit einer Figur im Texte, Editura Adolf Holzhausen, Viena 1895, 30 pp.
- Die Schmetterlinge (Lepidoptera) der Bukowina, partea 1, Editura K. K. Zoologisch-botanischen Gesellschaft in Wien, Viena 1897, 35 pp. cu o hartă
- Die Schmetterlinge (Lepidoptera) der Bukowina, partea 2, Editura K. K. Zoologisch-botanischen Gesellschaft in Wien, Viena 1897, 210 pp.
- Beitrag zur Makrolepidopterenfauna der österreichischen Alpenländer, în Verhandlungen der zoologisch-botanischen Gesellschaft, Viena 1900
- Cercetări noi asupra raporturilor faunistice din Bucovina cu privire specială la clasa coleopterelor, în Buletinul Societății de Stiințe din București, anul X, nr. 1 și 2), Imprimeria Statului, București 1901, 33 pp.
- Catalogue des lépidoptères récoltés en Roumanie pendant l'année 1901 par les membres de la Société des naturalistes de Roumanie et déterminé par Constantin Hurmuzachi, Tipăria Speranța, București 1902, 21 pp.
- Beobachtungen über die aus Rumänien bisher bekannten Garabusarlen, în Bulletin de la Société des sciences de Bucarest-Roumanie, anul XII, nr. 3 și 4, Imprimeria Statului, București 1903,
- Deuxième catalogue des Lépidoptères récoltés en Roumanie pendant l'année 1902 par les membres de la Société des Naturalistes de Roumanie, Imprimeria Statului, București 1903
- Troisième catalogue des coléoptères récoltés par les membres de la Société des naturalistes de Roumanie, Imprimeria Statului, București 1904
- Analytische Übersicht der paläarktischen Lepidopteren-Familien, Editura R. Friedländer & Sohn, Berlin 1904, 68 pp.
- Observări asupra genului Nepticula Z., în Buletinul Societății de Științe din București, anul XV, nr. 5 și 6, Imprimeria Statului, București 1907
- Die Schmetterlinge (Lepidoptera) der Bukowina mit einer pflanzengeographischen Karte der Bukowina, vol. 7, în: Beihefte zum Botanischen Centralblatt, Editura Verlag von Gebr. Gotthelft, Kassel 1898
- Chestia delimitării dieceselor naționale gr.-or. din Bucovina, Editura Societatea tipografică bucovineană, Cernăuți 1913
- Beitrag zur Lepidopterenfauna von Ischl und Umgebung näher berichtet, în: Jahresberichte des Vereines für Naturkunde, Linz 1918
- Conspectus specierum et varietatum generis Rubus L. circum Ischl (Austria superiore) hucusque observatarum, Editura Cultura Națională, Cernăuți 1925, 44 pp.
- Grundlinien für die Biogeographie und Biogenese der europäischen Makrolepidopteren, în: Buletinul Facultății de Științe din Cernăuți 3, Cernăuți 1929
- Die Entwicklung der europäischen Lepidopterenfauna seit der Tertiärzeit im Lichte der Palaeogeographie, Pflanzengeographie und Palaeontologie, în: Buletinul Facultății de Științe din Cernăuți, nr. 4, Cernăuți 1930